# 마리 인 바이에른 여공작
마리아 소피아 디 바비에라(이탈리아어: Maria Sofia di Baviera, 독일어: Marie in Bayern 마리 인 바이에른[*], 1841년 10월 4일 ~ 1925년 1월 19일)는 양시칠리아 왕국의 프란체스코 2세 국왕의 왕비이다. 가브리엘레 단눈치오는 그녀를 가리켜 "바이에른의 엄격한 작은 독수리"라고 표현했으며 마르셀 프루스트는 "가에타 요새의 전사 같은 여왕"이라고 불렀다.

## 생애
바이에른 공작 막시밀리안 요제프와 바이에른 공주 루도비카의 딸로 태어났다. 투른-탁시스 후작부인 헬레네나 오스트리아의 황후 바이에른의 엘리자베트는 그녀의 언니이다.
1859년 2월 3일 마리아 소피아는 양시칠리아의 왕태자인 프란체스코와 결혼했고 그 해에 시아버지 페르디난도 2세가 서거함으로써 그녀는 양시칠리아의 왕비가 되었다. 1860년 9월, 가리발디가 이끄는 군대가 수도 나폴리를 덮쳤고, 국왕 부부는 나폴리에서 북쪽으로 80킬로미터가량 떨어진 요새 가에타에 주둔했다. 이듬해 초까지 이어진 공방전에서 마리아 소피아는 군사들을 사기를 독려하고 손수 부상자들을 살피며 지원을 아끼지 않았다. 그녀의 노력에도 불구하고 가에타 요새는 함락되었고 로마로 망명한 부부는 유럽 각국과 연락을 취하며 왕국의 부활을 꾀했다.
그러나 1870년 두 사람이 머무르고 있던 로마 또한 이탈리아에 병합되었고 부부는 다시 망명을 떠나야 했다. 1894년 프란체스코가 죽은 뒤에도 그녀는 파리에서 왕정 복고를 노렸다. 1900년 일어난 움베르토 2세의 암살 사건에 그녀가 관련되어 있다는 소문도 돌았다. 제1차 세계 대전 중에도 그녀는 독일 제국과 오스트리아-헝가리 제국의 편에서 활동하였다. 마리아 소피아는 1925년 뮌헨에서 죽었다.

## 자녀
그녀는 결혼 이후 오랫동안 아이가 없었고 로마에 체류하던 중 벨기에 출신의 남작과의 사이에서 딸을 낳았으나 스캔들을 염려한 친정 식구들은 그녀로부터 딸을 격리시켰다. 마리아 소피아는 그 뒤 프란체스코와의 사이에서 딸 크리스티나를 낳았지만 석 달만에 죽었다.
| 전임 마리아 테레사 이사벨라 다스부르고테셴 | 양시칠리아 왕비 1859년 5월 22일 ~ 1861년 3월 20일 | 후임 이탈리아 왕국령에 병합 |